# Evelyn
| Namnet Evelyn har både kvinnliga och manliga bärare, som författaren Evelyn Waugh och skådespelaren Evelyn Ankers. |  | Namnet Evelyn har både kvinnliga och manliga bärare, som författaren Evelyn Waugh och skådespelaren Evelyn Ankers. |
| Namnet Evelyn har både kvinnliga och manliga bärare, som författaren Evelyn Waugh och skådespelaren Evelyn Ankers. |  | |

Evelyn är ett namn som kan bäras av både kvinnor och män. Det kan dels vara en diminutivform av det hebreiska namnet Eva, med betydelsen liv, eller en form av det keltiska namnet Aibhlin, med betydelsen vänlig. Namnet har funnits i Sverige sedan slutet av 1700-talet.
Den 31 december 2014 fanns det totalt 2 906 kvinnor och tre män folkbokförda i Sverige med namnet Evelyn, varav 1 177 kvinnor men ingen man bar det som tilltalsnamn.
Namnsdag: saknas  (1986-1992: 12 februari)

## Personer vid namn Evelyn

### Kvinnor
- Evelyn Ankers, brittisk skådespelare
- Evelyn Anthony, brittisk författare
- Evelyn Ashford, amerikansk friidrottare
- Evelyn De Morgan, brittisk konstnär
- Evelyn Furtsch, amerikansk friidrottare
- Evelyn Glennie, skotsk musiker
- Evelyn Beatrice Hall, brittisk författare
- Evelyn Fox Keller, amerikansk fysiker
- Evelyn Keyes, amerikansk skådespelare
- Evelyn Lindström, svensk visdiktare
- Evelyn Mok, svensk ståuppkomiker
- Evelyn Ntoko Mase, Nelson Mandelas första hustru
- Evelyn Reed, amerikansk feminist
- Evelyn Scott, amerikansk författare
- Evelyn Sears, amerikansk tennisspelare
- Evelyn Underhill, engelsk författare

### Män
- Evelyn Ashley, engelsk politiker
- Evelyn Baring, 1:e earl av Cromer, brittisk politiker
- Evelyn Baring, 1:e baron Howick av Glendale, brittisk politiker
- Evelyn Briggs Baldwin, amerikansk meteorolog och polarforskare
- Evelyn Waugh, brittisk författare
- Evelyn Wood, brittisk militär